# Siegfried Weiß (historien)
Pour les articles homonymes, voir Siegfried Weiß et Weiß.
Siegfried Weiß (né en 1942 à Rybnik, Haute-Silésie et mort le 13 juin 2020) est un peintre, graphiste, professeur d'art et historien de l'art allemand.

## Biographie
Siegfried Weiß, fils d'un architecte et inspecteur en bâtiment, grandit à Ludwigshafen et à Büdingen, où il obtient son diplôme d'études secondaires en 1961 au lycée Wolfgang-Ernst (de). Il étudie l'architecture et l'urbanisme au TH Darmstadt jusqu'en 1969, obtient un diplôme et est ensuite brièvement employé dans le bureau d'architecture d'Alexander von Branca à Munich. Il obtient ensuite un diplôme d'enseignement des arts à l'Académie des beaux-arts de Munich (1975/77 1er et 2e examens d'État ; 1976 diplôme de l'académie avec Rudi Tröger (de)).
Siegfried Weiß travaille comme professeur d'art à temps partiel au lycée d'Icking à partir de 1978 et au lycée Maximilien de Munich (de) à partir de 1982. Parallèlement à son travail d'enseignant, il poursuit son travail artistique et travaille également sur des projets de recherche en histoire de l'art. Il étudie également l'histoire de l'art, l'histoire de l'art byzantin et les études slaves à l'Université de Munich de 1986 à 1992, où il obtient son doctorat en 1992 sous la direction d'Hermann Bauer (de). À la fin de l'année scolaire 2006/07, il prend sa retraite en tant qu'enseignant du secondaire.

## Œuvre d'histoire de l'art
En tant qu'historien de l'art, Weiß travaille sur des biographies et des catalogues d'œuvres d'artistes plasticiens, en mettant l'accent sur les membres de l'École de peinture de Düsseldorf. Sa thèse intitulée Ernst Bosch (1834-1917) et sa contribution à la « peinture narrative » de l'École de peinture de Düsseldorf au XIXe siècle est présenté en 1992. Le livre Preyer suit en 2009, contenant les catalogues raisonnés de Johann Wilhelm Preyer (1803-1889) et d'Emilie Preyer (1849-1930).

## Publications (sélection)
- Ernst Bosch (1834–1917), Leben und Werk. Zur Düsseldorfer Malerei der 2. Hälfte des 19. Jahrhunderts. Dissertation Universität München 1992.
- avec Hans Paffrath (dir.): Johann Wilhelm 1803–1889 und Emilie 1849–1930 Preyer. Mit den Werkverzeichnissen der Gemälde von Johann Wilhelm und Emilie Preyer. Wienand, Cologne 2009,  (ISBN 978-3-86832-003-9)
- Berufswunsch „Kunst“. Maler, Grafiker, Bildhauer: Ehemalige Schüler des Münchner Maximiliansgymnasiums der Jahre 1849 bis 1918. Allitera-Verlag, Munich 2012,  (ISBN 978-3-86906-475-8).
- Max Clarenbach 1880–1952. Der Maler niederrheinischer Landschaften. Heimat- und Kulturkreis Wittlaer e.V., Düsseldorf 2012.